# جروم (فلوریدا)
جروم (به انگلیسی: Jerome) یک منطقهٔ مسکونی در ایالات متحده آمریکا است که در شهرستان کلیر، فلوریدا واقع شده‌است. جروم ۳٫۰۵ متر بالاتر از سطح دریا واقع شده‌است.